# Metal Final4 2019-20
Pokalturneringen i ishockey 2019-20 var den 28. udgave af den danske pokalturnering i ishockey for mandlige klubhold. Turneringen blev arrangeret af Danmarks Ishockey Union og afviklet under navnet Metal Final4 på grund af et sponsorat fra Dansk Metal. De første 16 spillerunder af Superisligaen 2019-20 fungerede som kvalifikation til turneringen, og de fire bedst placerede hold efter to indbyrdes opgør mellem hvert hold, Aalborg Pirates, Frederikshavn White Hawks, Rungsted Seier Capital og Herlev Eagles, kvalificerede sig til turneringen. Kampene blev afviklet som et final 4-stævne den 31. januar - 1. februar 2020 i Bentax Isarena i Aalborg.
Turneringen blev vundet af Frederikshavn White Hawks, som i finalen besejrede de forsvarende mestre fra Rungsted Seier Capital med 2-0, og som dermed fik revanche for nederlaget til netop Rungsted i pokalfinalen året før. Kristian Jensen bragte vendelboerne på sejrskurs med 1-0-målet i starten af tredje periode, og Anders Eriksson cementerede sejren ved at score til 2-0 i et tomt Rungsted-mål 19 sekunder før tid. Frederikshavn-holdet vandt dermed pokalturneringen for tredje gang, men for første gang siden 2002, og samtidig sikrede holdet sig sit første trofæ i 18 år.
Frederikshavns tjekkiske målmand, Tadeas Galansky, stoppede samtlige 35 skud i finalen og blev kåret som årets pokalfighter. Galansky blev også udnævnt som pokalfighter efter finalen i 2016, og dermed blev han den tredje spiller, der opnåede at blive kåret som dansk pokalfighter to gange.
Rungsted Seier Capital var i pokalfinalen for fjerde år i træk.

## Format
Turneringen havde deltagelse af de fire bedst placerede hold i Superisligaen 2019-20 efter 16 spillerunder:
- Aalborg Pirates[7]
- Rungsted Seier Capital[8]
- Frederikshavn White Hawks[9]
- Herlev Eagles[10]

Turneringen afvikledes som et final 4-stævne, hvor alle kampene bliver spillet i Bentax Isarena i Aalborg i dagene 31. januar - 1. februar 2020. I tilfælde af uafgjort var der forskellige formater for semifinalerne og finalen.
- Semifinalerne blev afviklet efter samme overtidsformat som grundspilskampene i Superisligaen 2019-20, dvs. først fem minutters sudden death med tre markspillere på hvert hold, evt. efterfulgt af straffeslagskonkurrence.
- Finalen blev spillet efter samme overtidsformat som slutspilskampe i Superisligaen 2019-20, dvs. sudden death til først scorede mål med fire markspillere på hvert hold i perioder a 20 minutter.

## Resultater

### Kvalifikation
Da holdende i Superisligaen 2019-20 havde mødt hinanden to gange, gik de fire bedst placerede hold videre til pokalturneringens semifinaler.
| \| Nr \| Hold \| K \| V3 \| V2 \| T1 \| T0 \| Mf \| \| Mi \| +/- \| P \| \| -- \| --------------------------- \| -- \| -- \| -- \| -- \| -- \| -- \| - \| -- \| ---- \| --------- \| \| 1 \| Aalborg Pirates \| 16 \| 10 \| 3 \| 1 \| 2 \| 53 \| – \| 29 \| +i24 \| 37Final 4 \| \| 2 \| Rungsted Seier Capital (MP) \| 16 \| 9 \| 1 \| 1 \| 5 \| 57 \| – \| 49 \| +i8 \| 30Final 4 \| \| 3 \| Frederikshavn White Hawks \| 16 \| 9 \| 0 \| 1 \| 6 \| 50 \| – \| 42 \| +i8 \| 28Final 4 \| \| 4 \| Herlev Eagles \| 16 \| 5 \| 4 \| 2 \| 5 \| 56 \| – \| 54 \| +i2 \| 25Final 4 \| \| 5 \| SønderjyskE Ishockey \| 16 \| 6 \| 1 \| 3 \| 6 \| 43 \| – \| 44 \| −i1 \| 23 \| \| 6 \| Rødovre Mighty Bulls \| 16 \| 6 \| 2 \| 0 \| 8 \| 37 \| – \| 39 \| −i2 \| 22 \| \| 7 \| Esbjerg Energy \| 16 \| 5 \| 1 \| 4 \| 6 \| 40 \| – \| 47 \| −i7 \| 21 \| \| 8 \| Herning Blue Fox \| 16 \| 4 \| 2 \| 2 \| 8 \| 42 \| – \| 48 \| −i6 \| 18 \| \| 9 \| Odense Bulldogs \| 16 \| 1 \| 3 \| 3 \| 9 \| 30 \| – \| 56 \| −i26 \| 12 \| K: Spillede kampe, V3: Kampe vundet i ordinær spilletid (3 point), V2: Kampe vundet efter overtid/straffeslag (2 point), T1: Kampe tabt efter overtid/straffeslag (1 point), T0: Kampe tabt i ordinær spilletid (0 point), Mf: Mål for, Mi: Mål imod, +/-: Måldifference, P: Point |                             |    |    |    |    |    |    |   |    |      |           |
| Nr | Hold                        | K  | V3 | V2 | T1 | T0 | Mf |   | Mi | +/-  | P         |
| 1 | Aalborg Pirates             | 16 | 10 | 3  | 1  | 2  | 53 | – | 29 | +i24 | 37Final 4 |
| 2 | Rungsted Seier Capital (MP) | 16 | 9  | 1  | 1  | 5  | 57 | – | 49 | +i8  | 30Final 4 |
| 3 | Frederikshavn White Hawks   | 16 | 9  | 0  | 1  | 6  | 50 | – | 42 | +i8  | 28Final 4 |
| 4 | Herlev Eagles               | 16 | 5  | 4  | 2  | 5  | 56 | – | 54 | +i2  | 25Final 4 |
| 5 | SønderjyskE Ishockey        | 16 | 6  | 1  | 3  | 6  | 43 | – | 44 | −i1  | 23        |
| 6 | Rødovre Mighty Bulls        | 16 | 6  | 2  | 0  | 8  | 37 | – | 39 | −i2  | 22        |
| 7 | Esbjerg Energy              | 16 | 5  | 1  | 4  | 6  | 40 | – | 47 | −i7  | 21        |
| 8 | Herning Blue Fox            | 16 | 4  | 2  | 2  | 8  | 42 | – | 48 | −i6  | 18        |
| 9 | Odense Bulldogs             | 16 | 1  | 3  | 3  | 9  | 30 | – | 56 | −i26 | 12        |

### Semifinaler
De fire hold var blevet parret i to semifinaler ved en lodtrækning uden seedning foretaget den 22. november 2019 i forbindelse i TV2 Sport's transmission af en Metal Liga-kamp fra Granly Hockey Arena. Aalborg Pirates's direktør Thomas Bjuring trak sammensætningen af de to kampe, og det endte med et sjællandsk og et nordjysk lokalopgør.
| Dato       | Kl.   | Kamp                                        | Res. | Perioder      | OT  | GWS | Tilsk. |
| ---------- | ----- | ------------------------------------------- | ---- | ------------- | --- | --- | ------ |
| 31. januar | 16:30 | Herlev Eagles – Rungsted Seier Capital      | 1–2  | 1-0, 0-1, 0-0 | 0-0 | 0-1 | 1.433  |
| 31. januar | 20:00 | Aalborg Pirates – Frederikshavn White Hawks | 4–5  | 1-1, 2-2, 1-1 | 0-0 | 0-1 | 5.000  |

### Finale
Finalen blev afgjort i én kamp.
| Dato       | Kl.   | Kamp                                               | Res. | Perioder      | Tilsk. |
| ---------- | ----- | -------------------------------------------------- | ---- | ------------- | ------ |
| 1. februar | 18:30 | Rungsted Seier Capital – Frederikshavn White Hawks | 0–2  | 0-0, 0-0, 0-2 | 2.780  |